# Festen (toneelstuk)
Festen (Deens voor "Het Feest") is een Nederlands toneelstuk door Peter Heerschop, gebaseerd op de gelijknamige film van Thomas Vinterberg.
Festen is in het seizoen 2002-2003 gespeeld door De Ploeg (2002) - regie Willem van de Sande Bakhuyzen met Joep van Deudekom, Peter Heerschop, Viggo Waas, Titus Tiel Groenestege, Han Römer, Genio de Groot, Piet Römer, Saskia Temmink en Ria Marks.
Festen werd in december 2011 ook gespeeld door toneelvereniging Harlekijn Boom (Lid van Open Doek), geregisseerd door Jordi Daems en Johan Segers met in de hoofdrollen Johan Segers, Els Hellemans, Jordi Daems, Veerle Laevaert, Guy Mathieu Soki, Freek Lamberts en Mick Huybrechts.
In 2022 werd er een nieuwe versie gespeeld, nogmaals met Waas, Heerschop, De Groot en Römer, maar met aan de cast toegevoegd Maartje van de Wetering, Bas Hoeflaak, André Dongelmans, Stephanie Louwrier en Vincent Croiset.

## Verhaal
Een familiereünie ter gelegenheid van de verjaardag van vader Helge Klingelfeldt loopt uit de hand wanneer oudste zoon Christiaan gruwelijke familiegeheimen onthult.
Festen laat de hypocrisie zien van een door en door burgerlijke familie, waar incest en racisme de onderlinge verhoudingen verzieken.